# Level (tidskrift)
LEVEL var en TV- och datorspelstidskrift på svenska som var utgiven av Reset Media AB. LEVEL kom ut 12 gånger om året. Tidningen behandlade datorspel till alla de stora spelkonsolerna, Windows och Mac, samt en hel del äldre maskiner från olika företag. Tidningen var en sammanslagning av Reset (som lanserades 2005 av avhoppare från tidningen Super Play) och entusiasttidningen Player 1 (som lanserades sommaren 2003). Levels främsta inriktning var att försöka framställa spel som en livsstil. Första numret av LEVEL utkom i maj 2006. Lösnummerpriset på första numret var 49 kronor, följande nummer kostade 69,50 kronor fram till nummer 58 då priset höjdes till 79 kronor.
Tidningen ägdes och drevs av Reset Media AB som även producerade den mer barninriktade speltidningen ROBOT och har gett ut böckerna 8 bitar och Stora spelboken. Förlaget hade tidigare gjort tidningarna +N, fotbollsmagasinet Proffs och den Xbox-exklusiva Xbox Life.
Level meddelade 6 december 2018 att tidningen skulle läggas ned.

## Redaktionen
I redaktionen fanns många av dem som har arbetat på Super PLAY, Reset och Player 1.
Chefredaktören var Tobias Bjarneby, Super PLAYs grundare och förra chefredaktör, och en känd personlighet bland dator- och tv-spelare i Sverige. Dessutom fanns bland andra Alfred Holmgren, Peter Ottsjö, Pär Villner, Fredrik Schaufelberger, Daniel Grigorov, Oskar Skog, Magnus Eriksson, Victor Sjöström, Jimmy Håkansson, Michael Gill och Carl-Johan Johansson bland skribenterna och recensenterna i tidningen.

## Tidningens upplägg
Tidningen innehöll förutom stora artiklar, recensioner, förtittar och nyheter även inslag såsom:
- Retro - Denna sektion fanns alltid sist i tidningen och läses uppochner.
- Slutbossen - En eller två sidor med bild på en slutboss från ett spel samt taktiken emot denne.
- Samlarprofilen - En liten notis där en svensk spelsamlare intervjuades.
- Antikrundan - Folk fick skicka in bild på gamla dammiga fynd från vinden och experterna värderade dom.
- Rötter - En spelhistorisk sektion som gick igenom ursprunget bakom många kända inslag i spel.
- Gör det själv - 4 sidor om indieutvecklade tv- och datorspel.
- Cosplay - Bild och miniintervju med olika cosplayare.
- 100% - Spelentusiaster som visade sitt intresse på roliga sätt, som folk som gjort gatukonst med speltema.